# Atsushi
Atsushi (jap. アツシ, あつし) – męskie imię japońskie.

## Możliwa pisownia
Atsushi można zapisać używając wielu różnych znaków kanji i może znaczyć m.in.:
- 敦, „szacunek” (występuje też inna wymowa tego imienia: Tsutomu)
- 淳, „prawdziwy/czysty” (występują też inne wymowy tego imienia: Jun, Kiyoshi)
- 篤, „szczery”
- 厚, „istotny”
- 真, „prawda” (występują też inne wymowy tego imienia, np. Makoto, Shin)
- 純, „prawdziwy/czysty” (występuje też inna wymowa tego imienia: Jun)
- 敦司, „przedsiębiorczy naczelnik”[1]
- 淳士, „prawdziwy, dżentelmen/samuraj”
- 淳史, „prawdziwy/czysty, historia”
- 篤史, „szczery, historia”
- 厚志, „istotny, wola/motywacja”

## Znane osoby
- Atsushi Fujimoto (敦士), japoński baseballist
- Atsushi Itō (淳史), japoński aktor
- Atsushi Itō (敦), japoński zapaśnik w stylu wolnym
- Atsushi Itō (敦), japoński narciarz alpejski
- Atsushi Kamijō (淳士), japoński mangaka
- Atsushi Miyagi (淳), japoński tenisista
- Atsushi Ōkubo (篤), japoński mangaka
- Atsushi Sakurai (敦司), japoński piosenkarz, autor tekstów i poeta
- Atsushi Sugie (淳), japoński astronom
- Atsushi Takahashi (篤史), japoński astronom
- Atsushi Yanagisawa (敦), japoński piłkarz
- Atsushi Yogō (敦), japoński kierowca wyścigowy

## Fikcyjne postacie
- Atsushi Dōjō (篤), bohater serii Toshokan Sensō
- Atsushi Hayami (厚志), główny bohater gry, mangi i serii anime Gunparade March
- Atsushi Kitamoto (篤史), bohater mangi i serii anime Natsume Yūjin-chō
- Atsushi Miyagawa (あつし), główny bohater mangi i anime Recorder to Randoseru
- Atsushi Murasakibara (敦), bohater serii i mangi Kuroko no Basket
- Atsushi Nakajima (敦), głòwny bohater serii Bungou Stray Dogs – Bezpańscy literaci